# Awa Thiam
Awa Thiam también conocida como Hawa Dia Thiam o Awa Dia Thiam (Senegal, 1950) es una escritora, antropóloga y política feminista senegalesa. Es autora en 1978 de La parole aux négresses, el primer texto africano en el que se denuncian abiertamente la poligamia, la dote o la mutilación genital. En la actualidad es diputada de la Asamblea Nacional de Senegal y Presidenta de la Comisión de la Salud, la Población y Asuntos Sociales y de la Solidaridad Nacional.

## Trayectoria
Dirigió el Centro Social de Mujeres de Dakar organizando cursos de alfabetización para mujeres, cursos de higiene, puericultura y técnicas de capacitación. 
Es antropóloga en el Ifan (Instituto Fundamental de África negra Cheikh Anta Diop en Dakar. 
En 1978 publicó La Parole aux négresses, un libro en el que mujeres de Mali, Senegal y Guinea explican en primera persona la situación de la mujer en sus países y cómo se enfrentan a la mutilación genital y a torturas tradicionales, a la poligamia institucionalizada, la iniciación sexual, etc. y en el que se analiza la situación de las mujeres negras y la especificidad de su lucha marcada por sus orígenes culturales, religiosos y sociológicos.
Thiam es pionera en poner sobre la mesa los tres sistemas de opresión para las mujeres africanas: sexismo, racismo y clase. Planteó además el racismo y el clasismo inherente a la colonización y cómo, unido al sexismo impacta en la situación de las mujeres africanas. Su trabajo, junto al de Nawal Saadawi, puso al descubierto la práctica de la mutilación genital, que históricamente había permanecido oculta.  
Awa Dia Thiam fue diputada de la Asamblea Nacional donde continuó luchando contra la violencia hacia las mujeres, especialmente contra la mutilación sexual. En 2013 se posicionó a favor de la castración de los violadores.
Fue también Presidenta de la Comisión de la Salud, la Población y Asuntos Sociales y de la Solidaridad Nacional.

## Publicaciones
- La Parole aux négresses (1978)[8]
- Speak Out, Black Sisters. Feminism and Oppression in Black Africa (1986) Pluto Press
- Continents noirs (1987) Collection Femmes et sociétés
- La sexualité féminine africaine en mutation, l'exemple du Sénégal. (2015)  L'Harmattan[9]